# コンギエニシ人
- コンギニ（Konghini）
- コンギエニジ（Kongieni'ji）
- コルギエンジ（Kolgi'enji）

コンギエニシ人（コンギエニシじん、英語: Konghienisi）とは、ロシア連邦のコリマ川周辺に居住していたユカギール人の一派。

## 概要
コディンチ、オモキと共にコリマ地方における絶滅種族、あるいはユカギール族の分派の古代の地方的名称と言われている。